# Козакул Юрій Борисович
Юрій Борисович Козакул — сержант Збройних Сил України, учасник російсько-української війни, що загинув у ході російського вторгнення в Україну в 2022 році.

## Життєпис
Юрій Козакул народився 4 листопада 1975 року в селі Піщаний Брід (з 2020 року — Піщанобрідської сільської територіальної громади) Новоукраїнського району на Кіровоградщині. З початком повномасштабного російського вторгнення в Україну перебував на передовій. Обіймав військову посаду радіотелефоніста стрілецького взводу військової частини А6175 Сил спеціальних операцій ЗСУ. Загинув 22 квітня 2022 року захищаючи Харків. Після виконання бойового завдання він з трьома побратимами на автівці підірвався на протитанковій міні. Чин прощання з бійцем відбувся 27 квітня 2022 року. Поховали загиблого в рідному селі Піщаний Брід на Кіровоградщині.

## Родина
У загиблого залишилися дружина, діти та мати.

## Нагороди
- Орден «За мужність» III ступеня (2022, посмертно) — за особисту мужність і самовіддані дії, виявлені у захисті державного суверенітету та територіальної цілісності України, вірність військовій присязі[4].